# Obyvatelstvo Evropské unie

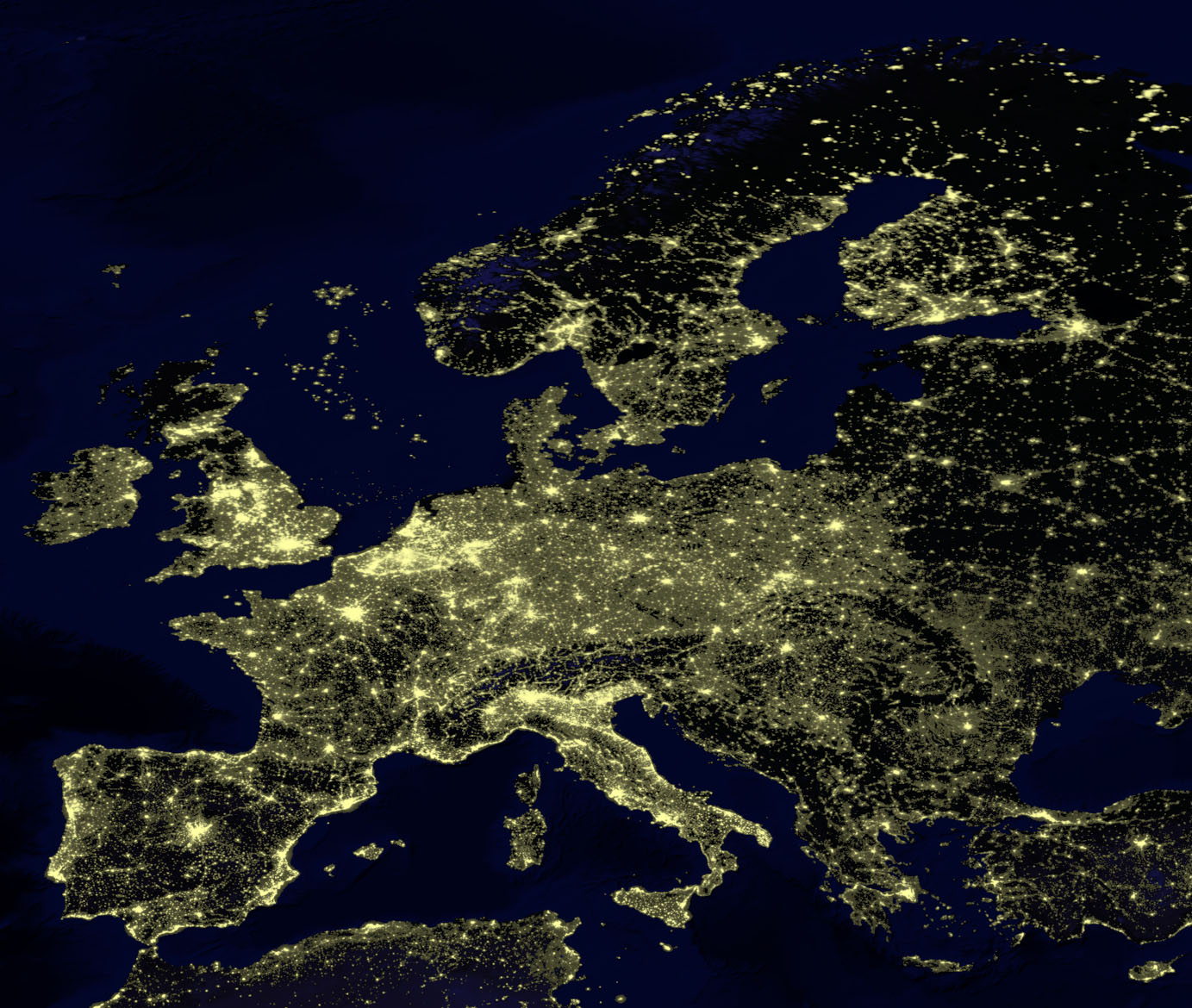
S hustotou zalidnění 114 obyvatel/km² patří Evropská unie mezi hustě zalidněné oblasti světa.

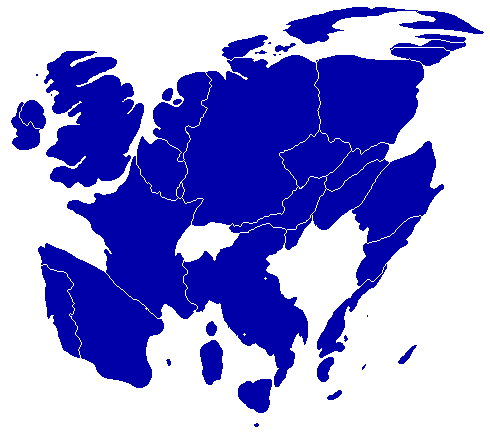
Kartogram znázorňující rozložení populace v rámci Evropské unie na úrovni členských států. Více než polovina obyvatel EU žije ve čtyřech největších státech: Německo, Francie, Itálie a Španělsko

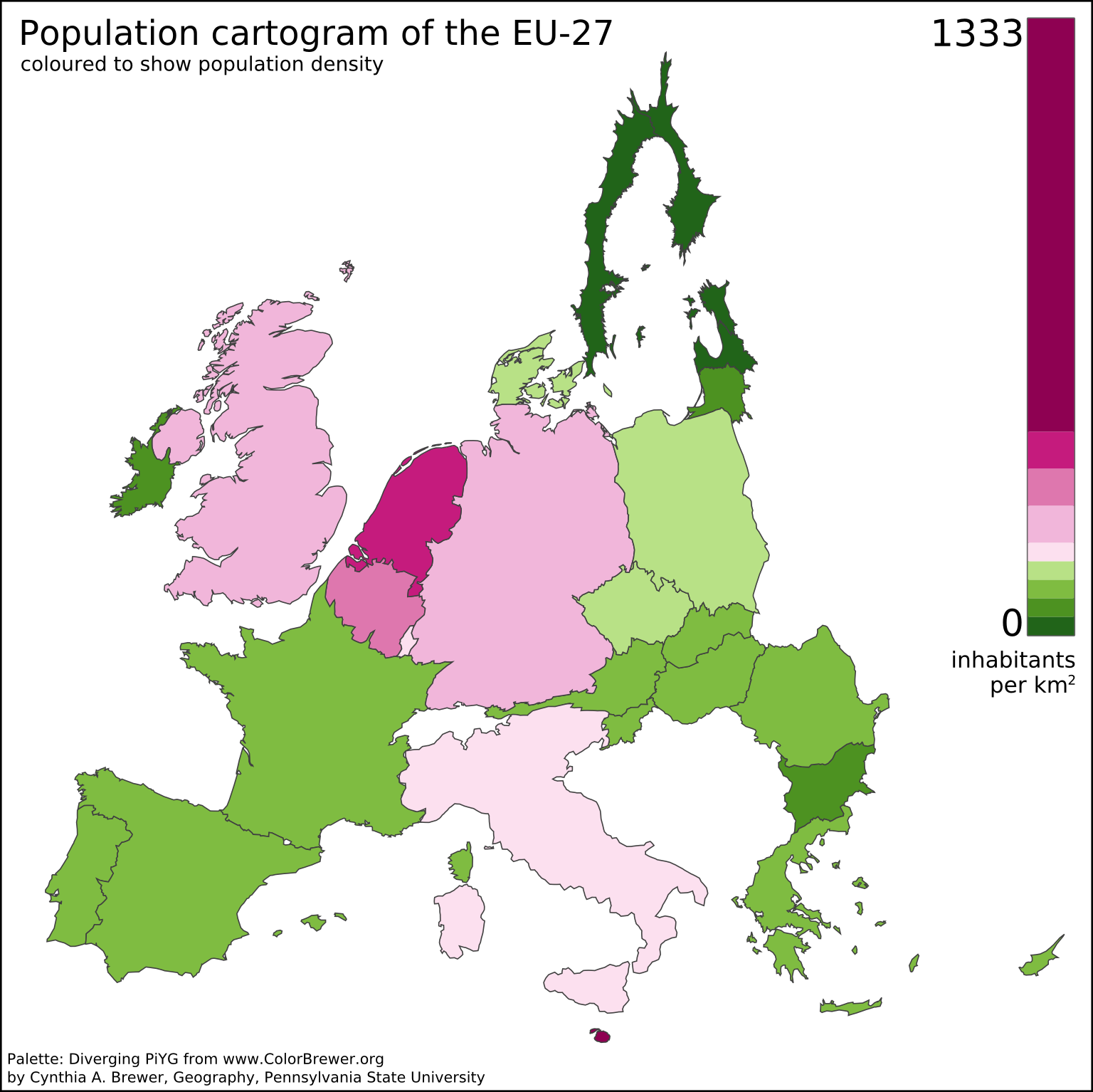
Jiný kartogram hustoty zalidnění

## Přehled
| Stát                         | Vstup    | Obyvatel (rok 2019) | % obyvatel EU | Rozloha (km²) | Hustota zalidnění (obyv./km²) | % HDP v PPP (100 % = průměr EU27) |
| ---------------------------- | -------- | ------------------- | ------------- | ------------- | ----------------------------- | --------------------------------- |
| Belgické království €        | 1952     | 11 455 519          | 2,56 %        | 30 528        | 375,2                         | 116 %                             |
| Bulharská republika          | 2007     | 7 000 039           | 1,57 %        | 110 879       | 63,1                          | 50 %                              |
| Česká republika              | 2004     | 10 649 800          | 2,38 %        | 78 867        | 135,0                         | 91 %                              |
| Dánské království            | 1973     | 5 806 081           | 1,30 %        | 43 094        | 134,7                         | 127 %                             |
| Estonská republika €         | 2004     | 1 324 820           | 0,30 %        | 45 228        | 29,3                          | 82 %                              |
| Finská republika €           | 1995     | 5 517 919           | 1,23 %        | 338 145       | 16,3                          | 111 %                             |
| Francouzská republika €      | 1952     | 67 012 883          | 15,00 %       | 643 801       | 104,1                         | 104 %                             |
| Chorvatská republika €       | 2013     | 4 076 246           | 0,91 %        | 56 594        | 72,0                          | 63 %                              |
| Irsko €                      | 1973     | 4 904 240           | 1,10 %        | 70 273        | 69,8                          | 188 %                             |
| Italská republika €          | 1952     | 60 359 546          | 13,51 %       | 301 340       | 200,3                         | 96 %                              |
| Kyperská republika €         | 2004     | 875 899             | 0,20 %        | 9 251         | 94,7                          | 87 %                              |
| Litevská republika €         | 2004     | 2 794 184           | 0,63 %        | 65 300        | 42,8                          | 81 %                              |
| Lotyšská republika €         | 2004     | 1 919 968           | 0,43 %        | 64 589        | 29,7                          | 71 %                              |
| Lucemburské velkovévodství € | 1952     | 613 894             | 0,14 %        | 2 586         | 237,4                         | 256 %                             |
| Maďarsko                     | 2004     | 9 772 756           | 2,19 %        | 93 028        | 105,1                         | 71 %                              |
| Maltská republika €          | 2004     | 493 559             | 0,13 %        | 316           | 1591,9                        | 98 %                              |
| Spolková republika Německo € | 1952     | 83 019 213          | 18,58 %       | 357 022       | 232,5                         | 124 %                             |
| Nizozemské království €      | 1952     | 17 282 163          | 3,87 %        | 41 543        | 416,0                         | 130 %                             |
| Polská republika             | 2004     | 37 972 812          | 8,50 %        | 312 685       | 121,4                         | 71 %                              |
| Portugalská republika €      | 1986     | 10 276 617          | 2,30 %        | 92 090        | 111,6                         | 76 %                              |
| Rakouská republika €         | 1995     | 8 858 775           | 1,98 %        | 83 871        | 105,6                         | 128 %                             |
| Rumunsko                     | 2007     | 19 414 458          | 4,34 %        | 238 391       | 81,4                          | 65 %                              |
| Řecká republika €            | 1981     | 10 724 599          | 2,40 %        | 131 957       | 81,3                          | 68 %                              |
| Slovenská republika €        | 2004     | 5 450 421           | 1,22 %        | 49 036        | 111,2                         | 78 %                              |
| Slovinská republika €        | 2004     | 2 080 908           | 0,47 %        | 20 273        | 102,6                         | 88 %                              |
| Španělské království €       | 1986     | 46 937 060          | 10,50 %       | 505 370       | 92,9                          | 92 %                              |
| Švédské království           | 1995     | 10 230 185          | 2,29 %        | 450 295       | 22,7                          | 122 %                             |
| EU celkem                    | 27 členů | 446 824 564         | 100           | 4 236 352     | 105,47                        | 100 %                             |

## Náboženství
EU má významnou náboženskou rozmanitost, která se zrcadlí v rozmanitosti dějin a kultury. Největší náboženská skupina vyznává křesťanství, převážně římský katolicismus, protestantství a pravoslaví. Navzdory tomu ne všechny státy EU mají křesťanské většiny (v Česku, Nizozemsku a Estonsku je většina lidí bez vyznání).
Podle průzkumu o náboženství v EU z roku 2012 bylo křesťanství nejrozšířenějším náboženstvím (72 % populace EU), katolíci byli se 48 % největší skupinou křesťanů, protestantů bylo 12 %, pravoslavnou církev vyznávalo 8 % lidí a ostatní křesťané tvořili 4 % obyvatel EU. Agnostici tvořili 16 % obyvatel, ateisté 7 % a muslimové 2 %.
Nedávný příliv přistěhovalců do bohatých států EU s sebou přinesl množství různých náboženství, která dotyční vyznávali ve svých rodných vlastech. Patří mezi ně islám, hinduismus, buddhismus, sikhismus a Bahá'í. Judaismus má v Evropě dlouhou historii a Židé žili pokojně s ostatním obyvatelstvem po celá století, navzdory stoletím, kdy byli Židé diskriminováni. V Evropě má rovněž tradici sekularismus, který přispěl k vzestupu ateismu a agnosticismu.
V roce 2010 podle Eurobarometru v průměru 51 % občanů Evropské unie vyjádřilo víru v boha, 26 % věří v nějakou formu duše nebo životní síly, zatímco 20 % nevěří v žádnou formu duše, boha nebo životní síly a 3 % obyvatel neodpovědělo.

## Jazyk
Každý z úředních jazyků 27 členských zemí má status oficiálního jazyka Evropské unie. V současnosti tak má EU celkem 24 úředních jazyků (nejnovějšími úředními jazyky jsou irština (od roku 2005, resp. 2007), bulharština a rumunština) (2007), chorvatština (2013)).
Nejvíce mluveným mateřským jazykem je němčina, kterou mluví 20 % obyvatel EU. Nejpoužívanějším jazykem pro mezinárodní komunikaci je angličtina.

## Etnická skladba
Největšími skupinami, které tvoří asi 450 milionů lidí v EU jsou:
1. Němci (asi 62 milionů)
2. Francouzi (asi 66 milionů)
3. Italové (asi 55 milionů)
4. Španělé (asi 47 milionů)
5. Poláci (asi 46 milionů)
6. Rumuni (asi 16 milionů) (do toho se nepočítají Moldavané a Arumuni)
7. Řekové (asi 15 milionů)
8. Nizozemci (asi 13 milionů)
9. Portugalci (asi 11 milionů)

V roce 2011 tvořili téměř čtvrtinu nových občanů EU Maročané, Turci, Ekvádorci nebo Indové. Noví občané v EU27 v roce 2011 byli hlavně z Afriky (26 %), Asie (23 %), z evropských zemí mimo EU27 (19 %), severní a jižní Ameriky (17 %) nebo jiného státu v rámci EU27 (11 %). V roce 2011 byli největší skupina nových občanů EU27 Maročané (64 300 osob, z toho 55 % získalo občanství Francie nebo Španělska), Turci (48 900, 58 % získalo německé občanství), Ekvádorci (33 700, 95 % získalo španělské občanství) a Indové (31 700, 83 % získalo britské občanství).
V roce 2012 žilo v 27 členských zemí EU 34,3 milionů občanů cizí země, což činilo 6,8% populace EU, z toho bylo 20,5 milionu z třetí země (to je ze země mimo EU). Počet lidí narozených v jiné zemi (tj. naturalizovaných nebo majících dvojí občanství) byl 48,9 milionů neboli 9,7 procent celkové populacen.
V roce 2012 žilo celkem 8 milionů občanů evropských zemí mimo EU v zemích EU, z toho více než polovina byli občané Turecka, Albánie nebo Ukrajiny. Mimo Rumunsko žilo v EU27 2,4 milionu občanů Rumunska a také 2,3 milionů Turků.
V EU žilo asi 20 milionů ne-Evropanů, tedy 4 % celkové populace.

## Demografická budoucnost
EU čelí výzvám ohledně své demografické budoucnosti. Většina obav se týká několika problémů: stárnutí populace, rostoucí délka dožití a příliv imigrantů.
Po historické minimu 1,47 narozených dětí na jednu ženu celková plodnost v EU začala znovu růst, v roce 2008 byla 1,60. Pozitivní trend byl zaznamenán ve všech členských zemích s výjimkou Lucemburska, Malty a Portugalska. Nejvyšší nárůst v tomto období byl zaznamenán v Bulharsku (z 1,23 dítěte na ženu v roce 2003 na 1,57 v roce 2009), Slovinsko (z 1,20 na 1,53), Česko (z 1,18 na 1,49) a Litva (z 1,26 na 1,55). V roce 2009 byly členskými země s nejvyšší plodností Irsko (2,06), Francie (2,00), Švédsko (1,94) a Spojené království (1,90), které se blížily úrovně nahrazování - 2,1 dítěte narozených jedné ženě. Nejnižší úroveň byla zaznamenána v Lotyšsku (1,31), Maďarsku a Portugalsku (obě země 1,32) a Německu (1.36). Vyšší plodnost se také odrazila v lepším trendu přirozeného přírůstku obyvatel.
Nízká porodnost, pokud nebude kompenzována imigrací, také naznačuje trend úbytku populace EU, což by způsobilo ekonomické komplikace nebo dokonce ekonomickou krizi. Některá médie mluví o "dětské krizi" v EU, některé vlády zaznamenaly problém, a OSN a další mezinárodní autority varují před možnou krizí. V současnosti ale není zaznamenán pokles populace EU, protože celkový přirozený přírůstek zůstává v pozitivních číslech a EU stále přitahuje mnoho imigrantů.
V posledních padesáti letech se naděje dožití v EU27 zvýšila o zhruba deset let pro muže i ženy a dosáhla v roce 2008 hodnoty 82,4 let pro ženy a 76,4 let pro muže. Naděje dožití se zvýšila ve všech členských státech, nejvyšší nárůst byl zaznamenán v Estonsku a Slovinsku.

## Další statistiky
- Věková struktura: (odhad 2006)
  - 0–14 let: 16,03 % (muži 37 608 010/ženy 35 632 351)
  - 15–64 let: 67,17 % (muži 154 439 536/ženy 152 479 619)
  - více než 65 let: 16,81 % (muži 31 515 921/ženy 45 277 821)
- Porodnost: 10,9 narozených/1000 obyvatel 2008
- Úmrtnost: 9,7 zemřelých/1000 obyvatel 2008
- Míra migrace: 3,1 migranta/1000 obyvatel 2008
- Sňatečnost: 4,9 sňatků/1000 obyvatel 2007
- Rozvodovost: 2 rozvody/1000 obyvatel 2005
- Poměr pohlaví: (odhad 2006)
  - při narození: 1,06 muže/ženu
  - do 15 let: 1,06 muže/ženu
  - 15–64 let: 1,01 muže/ženu
  - starších 65 let: 0,69 muže/ženu
  - v celé populaci: 0,96 muže/ženu
- Novorozenecká úmrtnost: 2005
  - celkem: 4,5 mrvých/1000 živě narozených
- Střední délka života: 2005
  - celá populace: 78,9 let
  - muži: 75,8 let
  - ženy: 81,9 let
- Obecná míra plodnosti: 1,43 narozeného dítěte/žena (2008)
- Živě narozených mimo manželství: 33 % všech živě narozených 2005